# Golden Swing
De Golden Swing is een reeks van vier tennistoernooien die jaarlijks in februari in de periode tussen het Australian Open en Indian Wells wordt georganiseerd door de ATP in Latijns-Amerika. De toernooien vinden plaats op de ondergrond gravel. Vanaf 2020 behoren de volgende toernooien tot de 'Golden Swing': Córdoba (Argentinië), Buenos Aires (Argentinië), Rio de Janeiro (Brazilië) en Santiago (Chili). De vier toernooien hebben de naam 'Golden Swing' gekregen ter ere van de Chileense Olympisch kampioenen Nicolás Massú en Fernando González.
De reeks begon in 2001 toen de vier toernooien in Latijns-Amerika aan elkaar werden verbonden. Het betrof destijds de volgende toernooien: Viña del Mar (Chili), Buenos Aires (Argentinië), Costa do Sauípe (Brazilië) en Acapulco (Mexico).
Sinds de reeks begon in 2001, heeft geen enkele speler meer dan twee titels in één jaar gewonnen. De Spanjaard David Ferrer heeft met zeven titels de meeste titels in de 'Golden Swing' behaald.

## Toernooien
In 2010 verhuisde het Chili Open van Viña del Mar naar Santiago. Twee jaar later keerde het toernooi terug in Viña del Mar. In 2015 werd de toernooilicentie gekocht door investeerders uit Colombia en werd het toernooi verplaatst naar Quito, Ecuador. Vanaf 2019 is het ATP-toernooi van Quito, dat in financiële moeilijkheden verkeerde, vervangen door het nieuwe ATP-toernooi van Córdoba in Argentinië.
In 2012 verhuisde het Braziliaans Open van Costa do Sauípe naar São Paulo en transformeerde het van een buiten- naar een binnentoernooi.
In 2014 switchte het Mexicaans Open van gravel naar hardcourt om als voorbereidingstoernooi te kunnen dienen voor de eerste Masters-toernooien van het seizoen in Indian Wells en Miami, Verenigde Staten. In hetzelfde jaar kochten Braziliaanse investeerders de ATP 500-licentie van het toernooi van Memphis dat werd gespeeld op hardcourt-binnenbanen. Zij verplaatsten het toernooi naar Rio de Janeiro als nieuw anker van de Golden Swing.

### Toernooien vanaf 2020
| Toernooi        | Land       | Locatie                                                                               | Huidige locatie                     | Ondergrond                                | Categorie    |
| --------------- | ---------- | ------------------------------------------------------------------------------------- | ----------------------------------- | ----------------------------------------- | ------------ |
| Córdoba Open    | Argentinië | Córdoba                                                                               | Córdoba Lawn Tennis Club            | Gravel (2019-heden)                       | ATP Tour 250 |
| Argentijns Open | Argentinië | Buenos Aires                                                                          | Buenos Aires Lawn Tennis Club       | Gravel (1970-1989, 1993-1995, 2001-heden) | ATP Tour 250 |
| Rio Open        | Brazilië   | Rio de Janeiro                                                                        | Jockey Club Brasileiro              | Gravel (2014-heden)                       | ATP Tour 500 |
| Chili Open      | Chili      | Santiago (1993-1998, 2010, 2010-2011, 2020-heden) Viña del Mar (2001-2009, 2012-2014) | Club Deportivo Universidad Catolica | Gravel (1993-1998, 2000-2014, 2020-heden) | ATP Tour 250 |

### Voormalige Golden Swing toernooien
Het Braziliaans Open is ontbonden in 2019, terwijl het Mexicaans Open zich in 2014 heeft geherpositioneerd als voorbereidingstoernooi voor de Masters van Indian Wells en Miami.
| Toernooi           | Land     | Locatie                                             | Huidige locatie                              | Ondergrond                                           | Categorie          |
| ------------------ | -------- | --------------------------------------------------- | -------------------------------------------- | ---------------------------------------------------- | ------------------ |
| Braziliaans Open   | Brazilië | São Paulo (2012-2019) Costa do Sauípe (2001-2011)   | Complexo Desportivo Constâncio Vaz Guimarães | Gravel, indoor (2012-2019) Gravel (2004-2011)        | ATP World Tour 250 |
| Ecuador Open Quito | Ecuador  | Quito                                               | Club Jacarandá                               | Gravel (2015-2018)                                   | ATP World Tour 250 |
| Mexicaans Open     | Mexico   | Acapulco (2001-heden) Mexico City (1993-1998, 2000) | Fairmont Acapulco Princess                   | Hardcourt (2014-heden) Gravel (1993-1998, 2000-2013) | ATP World Tour 500 |

### Kalender
| Jaar | Week 05                                                                                      | Week 06                                                                                  | Week 07                                                                                           | Week 08 | Week 09                                                                                        |
| ---- | -------------------------------------------------------------------------------------------- | ---------------------------------------------------------------------------------------- | ------------------------------------------------------------------------------------------------- | --- | ---------------------------------------------------------------------------------------------- |
| 2023 | Davis Cup (kwalificatieronde)                                                                | Córdoba Open Córdoba, Argentinië ATP Tour 250 $ 642.735 - 28S/12Q/16D                    | Argentina Open Buenos Aires, Argentinië ATP Tour 250 $ 626.945 - 28S/16Q/16D                      | Rio Open presented by Claro Rio de Janeiro, Brazilië ATP Tour 500 $ 2.013.940 - 32S/16Q/16D                           | Chile Open Santiago, Chili ATP Tour 250 $ 642.735 - 28S/16Q/16D                                |
| 2022 | Córdoba Open Córdoba, Argentinië ATP Tour 250 $ 493.875 - 28S/12Q/16D                        | Argentina Open Buenos Aires, Argentinië ATP Tour 250 $ 686.700 - 28S/16Q/16D             | Rio Open presented by Claro Rio de Janeiro, Brazilië ATP Tour 500 $ 1.815.115 - 28S/16Q/16D       | Chile Open Santiago, Chili ATP Tour 250 $ 546.340 - 28S/16Q/16D                                                       | Davis Cup (kwalificatieronde)                                                                  |
| 2021 | Córdoba Open Córdoba, Argentinië ATP Tour 250 $ 393.935 - 28S/32Q/16D                        | Argentina Open Buenos Aires, Argentinië ATP Tour 250 $ 411.940 - 28S/32Q/16D             | Chile Open Santiago, Chili ATP Tour 250 $ 393.935 - 28S/32Q/16D                                   | – | –                                                                                              |
| 2020 | Córdoba Open Córdoba, Argentinië ATP Tour 250 $ 546.355 - 28S/12Q/16D                        | Argentina Open Buenos Aires, Argentinië ATP Tour 250 $ 611.420 - 28S/16Q/16D             | Rio Open presented by Claro Rio de Janeiro, Brazilië ATP Tour 500 $ 1.759.905 - 32S/16Q/16D       | Chile Open Santiago, Chili ATP Tour 250 $ 604.010 - 28S/16Q/16D                                                       | Davis Cup (kwalificatieronde)                                                                  |
| 2019 | Davis Cup (kwalificatieronde)                                                                | Córdoba Open Córdoba, Argentinië ATP Tour 250 $ 527.340 - 28S/12Q/16D                    | Argentina Open Buenos Aires, Argentinië ATP Tour 250 $ 590.745 - 28S/16Q/16D                      | Rio Open presented by Claro Rio de Janeiro, Brazilië ATP Tour 500 $ 1.786.690 - 32S/16Q/16D                           | Brasil Open São Paulo, Brazilië ATP Tour 250 $ 550.145 - 28S/16Q/16D - Indoor                  |
| 2018 | Davis Cup (1e ronde)                                                                         | Ecuador Open Quito Quito, Ecuador ATP World Tour 250 $ 501.345 - 28S/12Q/16D             | Argentina Open Buenos Aires, Argentinië ATP World Tour 250 $ 568.190 - 28S/16Q/16D                | Rio Open presented by Claro Rio de Janeiro, Brazilië ATP World Tour 500 $ 1.695.825 - 32S/16Q/16D                     | Brasil Open São Paulo, Brazilië ATP World Tour 250 $ 516.205 - 28S/16Q/16D - Indoor            |
| 2017 | Davis Cup (1e ronde)                                                                         | Ecuador Open Quito Quito, Ecuador ATP World Tour 250 $ 482.060 - 28S/16Q/16D             | Argentina Open Buenos Aires, Argentinië ATP World Tour 250 $ 546.680 - 28S/32Q/16D                | Rio Open presented by Claro Rio de Janeiro, Brazilië ATP World Tour 500 $ 1.461.560 - 32S/32Q/16D                     | Brasil Open São Paulo, Brazilië ATP World Tour 250 $ 455.565 - 28S/32Q/16D - Indoor            |
| 2016 | Ecuador Open Quito Quito, Ecuador ATP World Tour 250 $ 463.520 - 28S/32Q/16D                 | Argentina Open Buenos Aires, Argentinië ATP World Tour 250 $ 523.470 - 28S/32Q/16D       | Rio Open presented by Claro Rio de Janeiro, Brazilië ATP World Tour 500 $ 1.333.085 - 32S/32Q/16D | Brasil Open São Paulo, Brazilië ATP World Tour 250 $ 436.220 - 28S/32Q/16D - Indoor                                   | Davis Cup (1e ronde)                                                                           |
| 2015 | Ecuador Open Quito Quito, Ecuador ATP World Tour 250 $ 439.310 - 28S/32Q/16D                 | Brasil Open São Paulo, Brazilië ATP World Tour 250 $ 444.650 - 28S/32Q/16D - Indoor      | Rio Open presented by Claro Rio de Janeiro, Brazilië ATP World Tour 500 $ 1.414.550 - 32S/32Q/16D | Argentina Open presentado por Buenos Aires Ciudad Buenos Aires, Argentinië ATP World Tour 250 $ 500.550 - 28S/32Q/16D | Davis Cup (1e ronde)                                                                           |
| 2014 | Davis Cup (1e ronde)                                                                         | Royal Guard Open Chile Viña del Mar, Chili ATP World Tour 250 $ 426.605 - 28S/32Q/16D    | Copa Claro Buenos Aires, Argentinië ATP World Tour 250 $ 488.890 - 32S/32Q/16D                    | Rio Open presented by Claro hdtv Rio de Janeiro, Brazilië ATP World Tour 500 $ 1.309.770 - 32S/32Q/16D                | Brasil Open São Paulo, Brazilië ATP World Tour 250 $ 474.005 - 28S/32Q/16D - Indoor            |
| 2013 | Davis Cup (1e ronde)                                                                         | VTR Open Chile Viña del Mar, Chili ATP World Tour 250 $ 410.200 - 28S/32Q/16D            | Brasil Open São Paulo, Brazilië ATP World Tour 250 $ 455.775 - 28S/32Q/16D - Indoor               | Copa Claro Buenos Aires, Argentinië ATP World Tour 250 $ 493.670 - 32S/32Q/16D                                        | Abierto Mexicano Telcel Acapulco, Mexico ATP World Tour 500 $ 1.212.750 - 32S/32Q/16D          |
| 2012 | VTR Open Viña del Mar, Chili ATP World Tour 250 $ 398.250 - 28S/32Q/16D                      | Davis Cup (1e ronde)                                                                     | Brasil Open São Paulo, Brazilië ATP World Tour 250 $ 475.300 - 28S/32Q/16D - Indoor               | Copa Claro Buenos Aires, Argentinië ATP World Tour 250 $ 484.100 - 32S/32Q/16D                                        | Abierto Mexicano Telcel Acapulco, Mexico ATP World Tour 500 $ 1.155.000 - 32S/32Q/16D          |
| 2011 | Movistar Open Santiago, Chili ATP World Tour 250 $ 398.250 - 28S/32Q/16D                     | Brasil Open Costa do Sauípe, Brazilië ATP World Tour 250 $ 442.500 - 32S/32Q/16D         | Copa Claro Buenos Aires, Argentinië ATP World Tour 250 $ 475.300 - 32S/32Q/16D                    | Abierto Mexicano Telcel Acapulco, Mexico ATP World Tour 500 $ 955.000 - 32S/32Q/16D                                   | Davis Cup (1e ronde)                                                                           |
| 2010 | Movistar Open Santiago, Chili ATP World Tour 250 $ 496.750 - 32S/32Q/16D                     | Brasil Open Costa do Sauípe, Brazilië ATP World Tour 250 $ 562.500 - 32S/32Q/16D         | Copa Telmex Buenos Aires, Argentinië ATP World Tour 250 $ 600.000 - 32S/32Q/16D                   | Abierto Mexicano Telcel Acapulco, Mexico ATP World Tour 500 $ 1.226.500 - 32S/32Q/16D                                 | Davis Cup (1e ronde)                                                                           |
| 2009 | Movistar Open Viña del Mar, Chili ATP World Tour 250 $ 496.750 - 28S/24Q/16D                 | Brasil Open Costa do Sauípe, Brazilië ATP World Tour 250 $ 562.500 - 32S/26Q/16D         | Copa Telmex Buenos Aires, Argentinië ATP World Tour 250 $ 600.000 - 32S/32Q/16D                   | Abierto Mexicano Telcel Acapulco, Mexico ATP World Tour 500 $ 1.226.500 - 32S/16Q/16D                                 | Davis Cup (1e ronde)                                                                           |
| 2008 | Moviestar Open Viña del Mar, Chili International Series $ 448.000 - 32S/32Q/16D              | Davis Cup (1e ronde)                                                                     | Brasil Open Costa do Sauípe, Brazilië International Series $ 456.000 - 32S/32Q/16D                | Copa Telmex Buenos Aires, Argentinië International Series $ 445.000 - 32S/32Q/16D                                     | Abierto Mexicano Telcel Acapulco, Mexico International Series Gold $ 757.000 - 32S/32Q/16D     |
| 2007 | Movistar Open Viña del Mar, Chili International Series $ 448.000 - 32S/32Q/16D               | Davis Cup (1e ronde)                                                                     | Brasil Open Salvador, Brazilië International Series $ 456.000 - 32S/32Q/16D                       | Copa Telmex Buenos Aires, Argentinië International Series $ 445.000 - 32S/32Q/16D                                     | Abierto Mexicano Telcel Acapulco, Mexico International Series Gold $ 757.000 - 32S/32Q/16D     |
| 2006 | Movistar Open Viña del Mar, Chili International Series $ 380.000 - 32S/32Q/16D               | Davis Cup (1e ronde)                                                                     | Copa Telmex Buenos Aires, Argentinië International Series $ 425.000 - 32S/32Q/16D                 | Brasil Open Salvador, Brazilië International Series $ 380.000 - 32S/32Q/16D                                           | Abierto Mexicano Telcel Acapulco, Mexico International Series Gold $ 690.000 - 32S/32Q/16D     |
| 2005 | Bell South Open Viña del Mar, Chili ATP International Series $ 355.000 - 32S/32Q/16D         | Argentina Open Buenos Aires, Argentinië ATP International Series $ 355.000 - 32S/32Q/16D | Brasil Open Costa do Sauípe, Brazilië ATP International Series $ 355.000 - 32S/32Q/16D            | Abierto Mexicano Telcel Acapulco, Mexico ATP International Series Gold $ 618.000 - 32S/32Q/16D                        | Davis Cup (1e ronde)                                                                           |
| 2004 | Davis Cup (1e ronde)                                                                         | Bell South Open Viña del Mar, Chili ATP International Series $ 308.000 - 32S/32Q/16D     | Argentina Open Buenos Aires, Argentinië ATP International Series $ 355.000 - 32S/32Q/16D          | Brasil Open Costa do Sauípe, Brazilië International Series $ 355.000 - 32S/32Q/16D                                    | Abierto Mexicano Telcel Acapulco, Mexico ATP International Series Gold $ 627.000 - 32S/32Q/16D |
| 2003 | –                                                                                            | Davis Cup (1e ronde)                                                                     | Bell South Open Viña del Mar, Chili ATP International Series $ 355.000 - 32S/32Q/16D              | Copa AT&T Buenos Aires, Argentinië ATP International Series $ 355.000 - 32S/32Q/16D                                   | Abierto Mexicano Pegaso Acapulco, Mexico ATP International Series Gold $ 665.000 - 32S/32Q/16D |
| 2002 | –                                                                                            | Davis Cup (1e ronde)                                                                     | Movistar Open Viña del Mar, Chili ATP International Series $ 381.000 - 32S/32Q/16D                | Copa AT&T Buenos Aires, Argentinië ATP International Series $ 425.000 - 32S/32Q/16D                                   | Abierto Mexicano Telcel Acapulco, Mexico ATP International Series Gold $ 725.000 - 32S/32Q/16D |
| 2001 | Cerveza Club Colombia Open Bogota, Colombia ATP International Series $ 350.000 - 32S/32Q/16D | Davis Cup (1e ronde)                                                                     | Chevrolet Cup Viña del Mar, Chili ATP International Series $ 350.000 - 32S/32Q/16D                | Copa AT&T Buenos Aires, Argentinië ATP International Series $ 600.000 - 32S/32Q/16D                                   | Abierto Mexicano Pegaso Acapulco, Mexico ATP International Series Gold $ 700.000 - 32S/32Q/16D |

## Winnaars per toernooi
| Jaar | Córdoba                      | Buenos Aires              | Rio de Janeiro                     | Santiago                  |
| ---- | ---------------------------- | ------------------------- | ---------------------------------- | ------------------------- |
| 2023 | Sebastián Báez               | Carlos Alcaraz (2/2)      | Cameron Norrie                     | Nicolás Jarry             |
| 2022 | Albert Ramos Viñolas         | Casper Ruud (2/2)         | Carlos Alcaraz (1/2)               | Pedro Martínez            |
| 2021 | Juan Manuel Cerúndolo        | Diego Schwartzman (2/2)   | Afgelast vanwege de coronapandemie | Cristian Garín (3/3)      |
| 2020 | Christian Garín (1/3)        | Casper Ruud (1/2)         | Christian Garín (2/3)              | Thiago Seyboth Wild       |
|      |                              |                           |                                    | Costa do Sauípe/São Paulo |
| 2019 | Juan Ignacio Londero         | Marco Cecchinato          | Laslo Đere                         | Guido Pella               |
|      | Quito                        |                           |                                    |                           |
| 2018 | Roberto Carballés Baena      | Dominic Thiem (3/3)       | Fabio Fognini (2/2)                | Diego Schwartzman (1/2)   |
| 2017 | Víctor Estrella Burgos (3/3) | Oleksandr Dolgopolov      | Dominic Thiem (2/3)                | Pablo Cuevas (4/4)        |
| 2016 | Víctor Estrella Burgos (2/3) | Dominic Thiem (1/3)       | Pablo Cuevas (3/4)                 | Pablo Cuevas (2/4)        |
| 2015 | Víctor Estrella Burgos (1/3) | Rafael Nadal (6/6)        | David Ferrer (7/7)                 | Pablo Cuevas (1/4)        |
|      | Viña del Mar/Santiago        |                           |                                    |                           |
| 2014 | Fabio Fognini (1/2)          | David Ferrer (6/7)        | Rafael Nadal (5/6)                 | Federico Delbonis         |
|      |                              |                           | Acapulco                           |                           |
| 2013 | Horacio Zeballos             | David Ferrer (5/7)        | Rafael Nadal (4/6)                 | Rafael Nadal (3/6)        |
| 2012 | Juan Mónaco (2/2)            | David Ferrer (3/7)        | David Ferrer (4/7)                 | Nicolás Almagro (6/6)     |
| 2011 | Tommy Robredo (3/3)          | Nicolás Almagro (4/6)     | David Ferrer (2/7)                 | Nicolás Almagro (5/6)     |
| 2010 | Thomaz Bellucci              | Juan Carlos Ferrero (1/2) | David Ferrer (1/7)                 | Juan Carlos Ferrero (2/2) |
| 2009 | Fernando González (4/4)      | Tommy Robredo (1/3)       | Nicolás Almagro (3/6)              | Tommy Robredo (2/3)       |
| 2008 | Fernando González (3/4)      | David Nalbandian          | Nicolás Almagro (2/6)              | Nicolás Almagro (1/6)     |
| 2007 | Luis Horna (2/2)             | Juan Mónaco (1/2)         | Juan Ignacio Chela                 | Guillermo Cañas           |
| 2006 | José Acasuso                 | Carlos Moyá (4/4)         | Luis Horna (1/2)                   | Nicolás Massú (2/2)       |
| 2005 | Gastón Gaudio (1/2)          | Gastón Gaudio (2/2)       | Rafael Nadal (2/6)                 | Rafael Nadal (1/6)        |
| 2004 | Fernando González (2/4)      | Guillermo Coria (2/2)     | Carlos Moyá (3/4)                  | Gustavo Kuerten (4/4)     |
| 2003 | David Sánchez                | Carlos Moyá (2/4)         | Agustín Calleri                    | Sjeng Schalken            |
| 2002 | Fernando González (1/4)      | Nicolás Massú (1/2)       | Carlos Moyá (1/4)                  | Gustavo Kuerten (3/4)     |
| 2001 | Guillermo Coria (1/2)        | Gustavo Kuerten (1/4)     | Gustavo Kuerten (2/4)              | Jan Vacek                 |

Legenda
| ATP Tour 500          |
| ATP Tour 250          |
| Toernooi in september |

## Meervoudige winnaars
| Nr. | Speler                 | Land          | Winning span | / | Vlag van Argentinië | / | / | Totaal |
| --- | ---------------------- | ------------- | ------------ | - | ------------------- | - | - | ------ |
| 1.  | David Ferrer           | Spanje        | 2010 - 2015  | 0 | 3                   | 4 | 0 | 7      |
| 2.  | Rafael Nadal           | Spanje        | 2005 - 2015  | 0 | 1                   | 3 | 2 | 6      |
| 2.  | Nicolás Almagro        | Spanje        | 2007 - 2012  | 0 | 1                   | 2 | 3 | 6      |
| 4.  | Pablo Cuevas           | Uruguay       | 2015 - 2017  | 4 | 0                   | 0 | 0 | 4      |
| 4.  | Fernando González      | Chili         | 2002 - 2009  | 4 | 0                   | 0 | 0 | 4      |
| 4.  | Carlos Moyá            | Spanje        | 2002 - 2006  | 0 | 2                   | 2 | 0 | 4      |
| 7.  | Christian Garín        | Chili         | 2020 - 2021  | 1 | 0                   | 1 | 1 | 3      |
| 7.  | Dominic Thiem          | Oostenrijk    | 2016 - 2018  | 0 | 2                   | 1 | 0 | 3      |
| 7.  | Víctor Estrella Burgos | Dominic. Rep. | 2015 - 2017  | 3 | 0                   | 0 | 0 | 3      |
| 7.  | Gustavo Kuerten        | Brazilië      | 2001 - 2004  | 0 | 1                   | 1 | 1 | 3      |
| 7.  | Tommy Robredo          | Spanje        | 2009 - 2011  | 1 | 1                   | 0 | 1 | 3      |
| 12. | Carlos Alcaraz         | Spanje        | 2022 - 2023  | 0 | 1                   | 1 | 0 | 2      |
| 12. | Casper Ruud            | Noorwegen     | 2020 - 2022  | 0 | 2                   | 0 | 0 | 2      |
| 12. | Diego Schwartzman      | Argentinië    | 2018 - 2021  | 0 | 1                   | 0 | 1 | 2      |
| 12. | Fabio Fognini          | Italië        | 2014 - 2018  | 1 | 0                   | 0 | 1 | 2      |
| 12. | Luis Horna             | Peru          | 2006 - 2007  | 1 | 0                   | 1 | 0 | 2      |
| 12. | Juan Carlos Ferrero    | Spanje        | 2010         | 0 | 1                   | 0 | 1 | 2      |
| 12. | Guillermo Coria        | Argentinië    | 2001 - 2004  | 1 | 1                   | 0 | 0 | 2      |
| 12. | Gastón Gaudio          | Argentinië    | 2005         | 1 | 1                   | 0 | 0 | 2      |
| 12. | Juan Mónaco            | Argentinië    | 2007 - 2012  | 1 | 1                   | 0 | 0 | 2      |
| 12. | Nicolás Massú          | Chili         | 2002 - 2006  | 0 | 1                   | 0 | 1 | 2      |

Bijgewerkt t/m 2023 Santiago
Dikgedrukt = nog actief